# Анас Аль-Дбарат
Анас Абдель-Салем Аль-Дбарат (араб. أنس عبد السالم الجبارات; нар. 24 лютого 1989, Амман, Йорданія) — йорданський футболіст, півзахисник клубу «Аль-Файсалі» та національної збірної Йорданії.

## Клубна кар'єра
Народився 24 лютого 1989 року в Аммані. Футбольну кар'єру розпочав 2009 року в клубі «Шабаб Аль-Ордон». З 2015 року захищає кольори клубу «Аль-Файсалі».

## Кар'єра в збірній
У футболці національної збірної Йорданії дебютував 31 серпня 2016 року в нічийному (1:1) товариському матчі проти Лівану.

## Статистика виступів

### У збірній
Станом на 15 листопада 2016
| збірна Йорданії з футболу | збірна Йорданії з футболу | збірна Йорданії з футболу |
| Рік                       | Матчі                     | Голи                      |
| ------------------------- | ------------------------- | ------------------------- |
| 2016                      | 4                         | 0                         |
| Загалом                   | 4                         | 0                         |